# Scharfschwerdt
Scharfschwerdt ist ein deutscher Familienname. 

## Namensträger
- Adolf Scharfschwerdt (1874–1960), deutscher Maler und Zeichner
- Klaus Scharfschwerdt (1954–2022), deutscher Schlagzeuger
- Otto Scharfschwerdt (1887–1943), deutscher Gewerkschaftsfunktionär, Sozialdemokrat und Widerstandskämpfer gegen den Nationalsozialismus